# Jakobstad
Jakobstad (uttalas med trycket på första stavelse:  [jákobstad]) (finska: Pietarsaari; informellt används även benämningen Jeppis) är en tvåspråkig stad vid Bottenvikens kust i Svenska Österbotten i landskapet Österbotten i Finland. Staden ligger ca 100 km norr om Vasa och har 19 097 invånare och en yta på 396,35 km².

## Historia

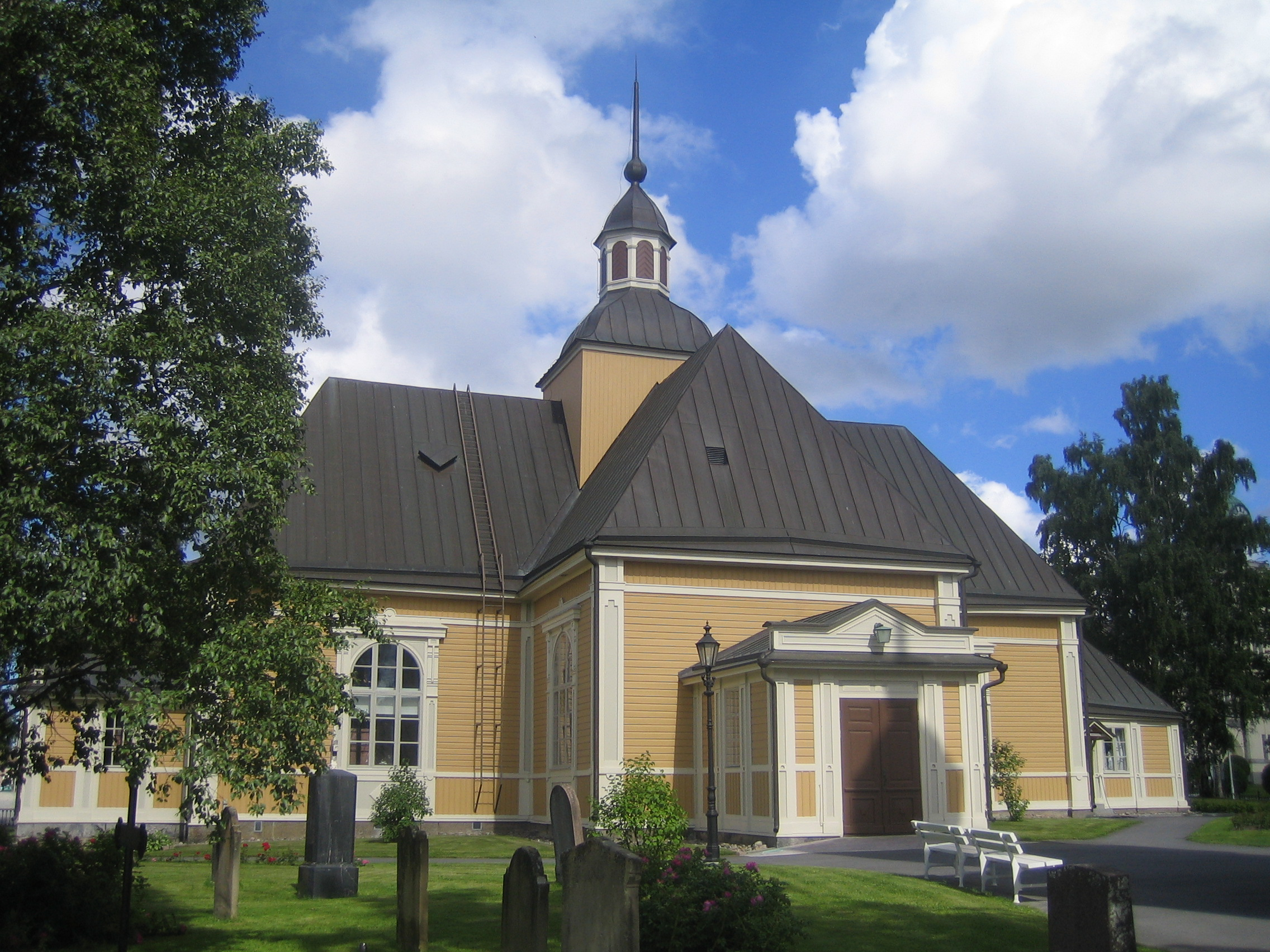
Jakobstads kyrka.

Staden grundades år 1652 av Ebba Brahe, änka efter Jakob De la Gardie (därav namnet Jakobstad). Stadens plan var för övrigt tänkt att användas för en stad med samma namn på Kållandsö men Jakob De la Gardie valde att anlägga den västra delen av Lidköping i stället och anlägga Jakobstad i Finland. Det finska namnet härstammar däremot från grannkommunens namn Pedersöre, vilket direktöversatt till finska är just Pietarsaari. Finlands nationalskald Johan Ludvig Runeberg är född i staden. Staden har historiskt varit en betydande skeppsbyggar- och sjöfartsstad. En betydande redarfamilj var släkten Malm, vars gamla hem idag hyser stadens museum. Redarnas motstånd mot järnvägen i slutet av 1800-talet fick som följd att stambanan som löper mellan Helsingfors och Uleåborg i norr kom att dras 15 km inåt land och staden sålunda kom att ligga aningen i periferin, ex. i jämförelse med grannstaden Karleby. Under finska inbördeskriget verkade en vit artilleriskola i staden, därmed även Finlands första artilleriskola.

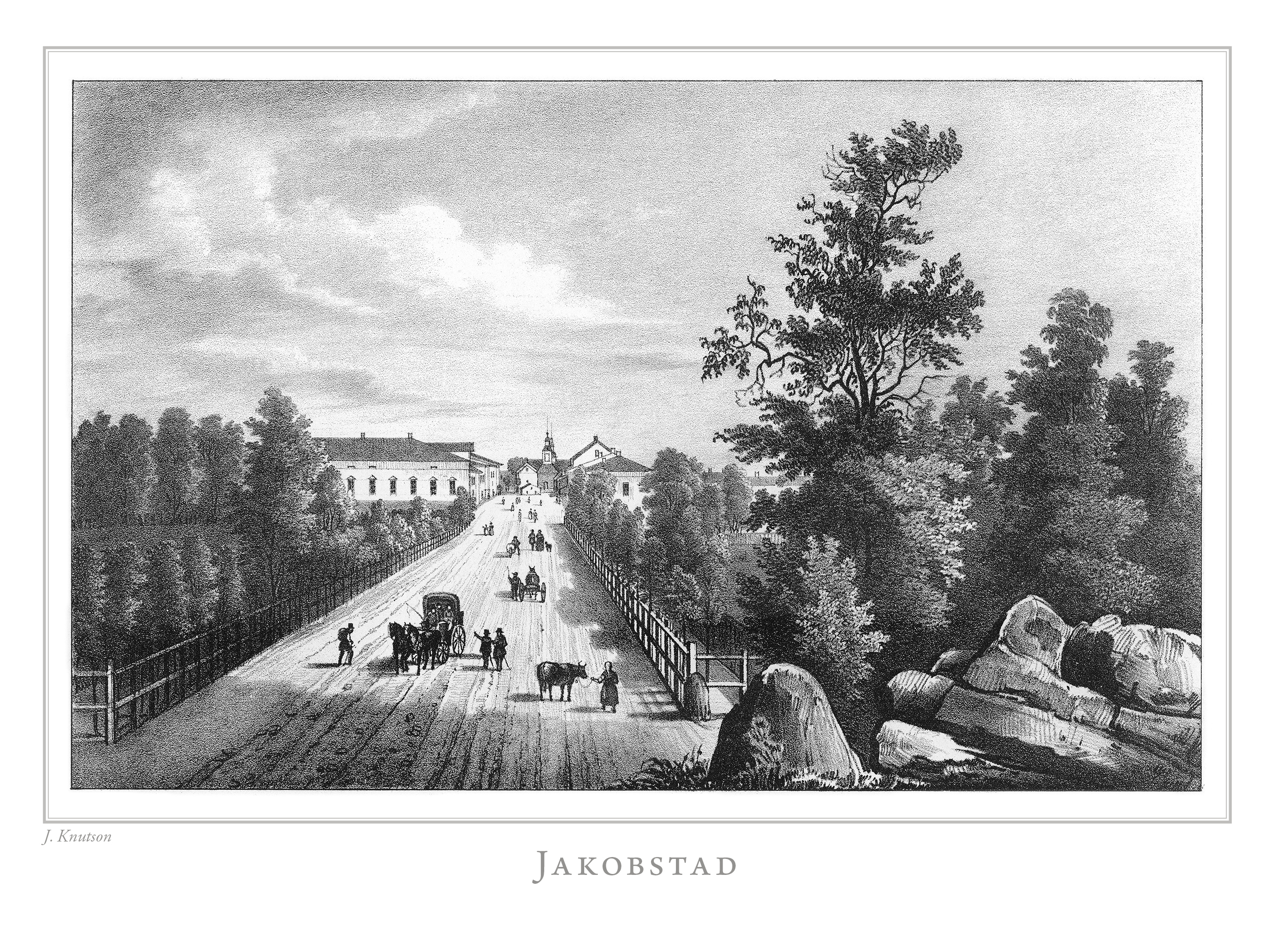
Litografi av Jakobstad i Finland framstäldt i teckningar utgiven 1845-1852.

Under Fortsättningskriget bombades staden fastlagstisdagen 22 februari 1944 av ryssarna med flera dödsoffer som följd. Fram till 1960-talet har staden haft en överväldigande majoritet svenskspråkiga, men i och med industriernas nyanställningar har fler finskspråkiga sökt sig till staden. I dag talas svenska av cirka 56 % och finska av cirka 35 % av invånarna. På senare år har emellertid denna utveckling avtagit och de finsktalandes antal har åter minskat. Den nya trenden är inflyttning ifrån utlandet och invånare med främmande språk som modersmål har delvis kompenserat för denna befolkningsminskning. Staden har tidigare haft färjeförbindelse med Skellefteå under 1960–90-talet. Ett tag hade man även färjeförbindelse med Umeå. Färjetrafiken upphörde i och med inträdet i EU vilket blev slutet på tax-free handeln mellan Finland och Sverige i denna landsända.

### Administrativ historik
1 januari 2002 överfördes ett område med 3 invånare till Larsmo kommun.

## Stadsdelar och ortnamn
Några stadsdelar och bosättningsområden i staden är Alholmen, Baggholmen, Björnholmen, Björnviken, Bonäs (fi. Majaniemi), Bostadsmässoområdet, Centrum, Grannabba, Hällan, Karviken (fi. Kaarilahti), Killingholmen, Kisor, Kittholmen, Kivilös, Korsgrundet, Kråkholmen, Kvarnbacken, Kvastberget, Kyrkostrand, Lannäslund, Lappfjärden, London, Norrmalm, Nyvägen, Peders, Permo, Rosasholmen, Rosenlund, Skutnäs, Staffansnäs, Sveden, Svedjenabba Varvet, Vestersundsby, Västanpå, Västermalm, Östanlid, Östanpå och Östermalm.
Här finns också halvön Fårholmen, ön Stockholmen, sankmarken Kråkholmsfjärden, vattendraget Lappfjärdsdiket samt fjärden Alholmsfjärden.
Halvön Pirilö var före 1977 en del av Pedersöre kommun.

## Politik

### Mandatfördelning i Jakobstads stad, valen 1976–2021
| 10 | 14 | 16 |  | 2 |

| 10 | 15 | 15 |  | 2 |

| 8 | 13 | 2 |  | 16 |  | 2 |

| 8 | 14 |  | 2 | 16 | 2 |

| 8 | 14 | 2 | 2 | 16 |  |

| 7 | 12 | 2 | 2 | 15 | 2 | 3 |

| 6 | 9 |  | 6 | 15 | 5 |  |

| 5 | 8 | 6 | 2 | 17 | 4 |  |

| 30 | 13 |

| 4 | 10 | 4 | 2 | 18 | 4 |  |

| 26 | 17 |

| 3 | 9 |  | 5 |  |  | 18 | 4 |  |

| 25 | 18 |

| 5 | 10 |  | 3 |  | 19 | 4 |

| 29 | 14 |

| 3 | 8 | 2 | 2 | 2 |  | 20 | 4 |  |

| 29 | 14 |

### Vänorter
Jakobstad har följande vänorter:
- Askers kommun, Norge
- Bünde, Tyskland
- Eslöv, Sverige
- Garðabær, Island
- Jamestown, New York, USA
- Jūrmala, Lettland
- Rudersdal, Danmark

## Ekonomi och infrastruktur

### Näringsliv
Den största arbetsgivaren i staden är massa- och pappersfabriken tillhörande UPM-Kymmene och Billerud Korsnäs, som ligger invid stadens hamnområde i norr. Övriga betydande arbetsgivare är bland andra OSTP; Outokumpus fabrik som tillverkar produkter i rostfritt stål, och Snellman Ab som tillverkar köttprodukter, främst charkvaror. I och kring staden verkar utöver dessa en mängd små och medelstora företag, bland andra båtbyggarna Jakobstads båtvarv, Nautor och Baltic Yachts.
Kända jakobstadsföretag som inte existerar längre är Strengbergs tobaksfabrik, glasstillverkaren Sun Ice, och Wilh. Schauman Oy Ab som såldes till UPM-Kymmene. Tobaksfabriken köptes upp och lades ner i samband med den ekonomiska recessionen på 1990-talet och glassfabriken 2002. Rettig Värme flyttade hela sin produktion av radiatorer till lågprisländerna Polen, Frankrike och Storbritannien 2014. Gjuteriet Componenta (tidigare Wärtsilä), som verkat i staden sedan 1896, lades ned samma år.
Sverige har ett konsulat i Jakobstad sedan 1829.

### Överregional kollektivtrafik

#### Järnväg
Persontrafik på Österbottenbanan stannar i Jakobstad-Pedersöre järnvägsstation, 11 kilometer söder om staden i Bennäs. Det finns anslutningsbuss till Jakobstads centrum. Jakobstadsbanan för enbart godstrafik. 

#### Flygplats
Vägavståndet till Karleby-Jakobstad flygplats är 31 kilometer. Därifrån flygs dagligen till Helsingfors.

### Gästhamnar i Jakobstads kommun
- Mässkär gästbrygga
- Smultrongrund gästhamn
- Gamla hamn servicehamn

## Demografi

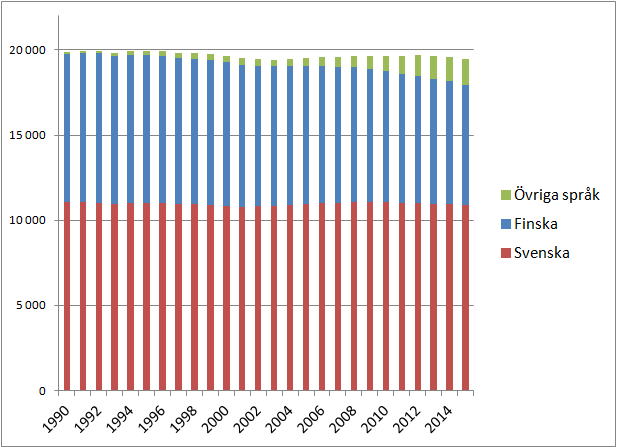
Befolkningen i Jakobstad uppdelad per språkgrupp 1990-2015. Under perioden minskade i synnerhet antalet finskspråkiga medan antalet med ett främmande språk som modersmål ökade. Antalet svensktalande höll sig kring 11 000 personer under hela perioden. Källa: Statistikcentralen

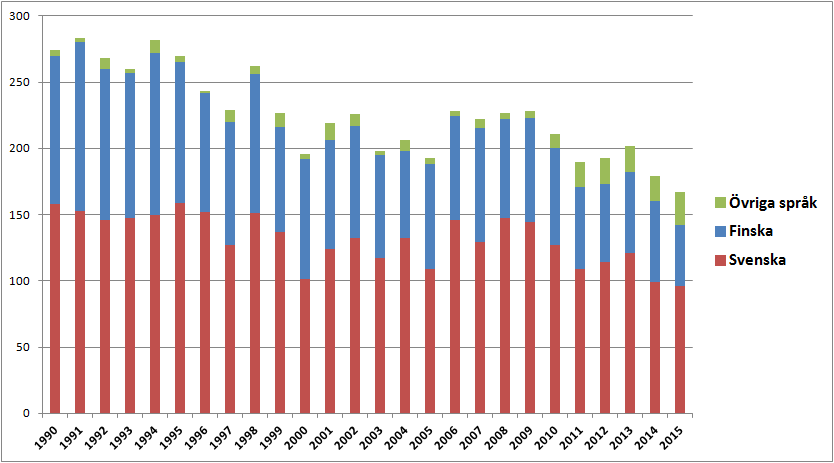
Diagrammet visar antalet nyfödda (0-åringar) i Jakobstad, uppdelade efter registrerad språklig tillhörighet, 1990-2015. Under perioden minskade framförallt antalet finskregistrerade barn, men även de svenskregistrerade minskade något. År 1990 var 41 % av alla 0-åringar finskregistrerade. Motsvarande siffra för 2015 var endast 28 %. Andelen svenskregistrerade 0-åringar var dock den samma, ca 58 %, både 1990 och 2015, detta eftersom andelen med främmande språk som modersmål ökade kraftigt under perioden. Källa: Statistikcentralen

### Befolkningsutveckling
| Befolkningsutvecklingen i Jakobstads stad 1975–2020                                                          | Befolkningsutvecklingen i Jakobstads stad 1975–2020 | Befolkningsutvecklingen i Jakobstads stad 1975–2020 | Befolkningsutvecklingen i Jakobstads stad 1975–2020 | Befolkningsutvecklingen i Jakobstads stad 1975–2020 |
| --- | --------------------------------------------------- | --------------------------------------------------- | --------------------------------------------------- | --------------------------------------------------- |
| |                                                     |                                                     |                                                     |                                                     |
| År |                                                     |                                                     | Folkmängd                                           |                                                     |
| 1975 | 1975                                                |                                                     | 20 580                                              |                                                     |
| 1980 | 1980                                                |                                                     | 20 700                                              |                                                     |
| 1985 | 1985                                                |                                                     | 20 458                                              |                                                     |
| 1990 | 1990                                                |                                                     | 19 883                                              |                                                     |
| 1995 | 1995                                                |                                                     | 19 939                                              |                                                     |
| 2000 | 2000                                                |                                                     | 19 636                                              |                                                     |
| 2005 | 2005                                                |                                                     | 19 521                                              |                                                     |
| 2010 | 2010                                                |                                                     | 19 656                                              |                                                     |
| 2015 | 2015                                                |                                                     | 19 436                                              |                                                     |
| 2020 | 2020                                                |                                                     | 19 066                                              |                                                     |
| Anm: Uppgifterna avser förhållandena den 31 december nämnda år enligt områdesindelningen den 1 januari 2022. |                                                     |                                                     |                                                     |                                                     |

### Religion

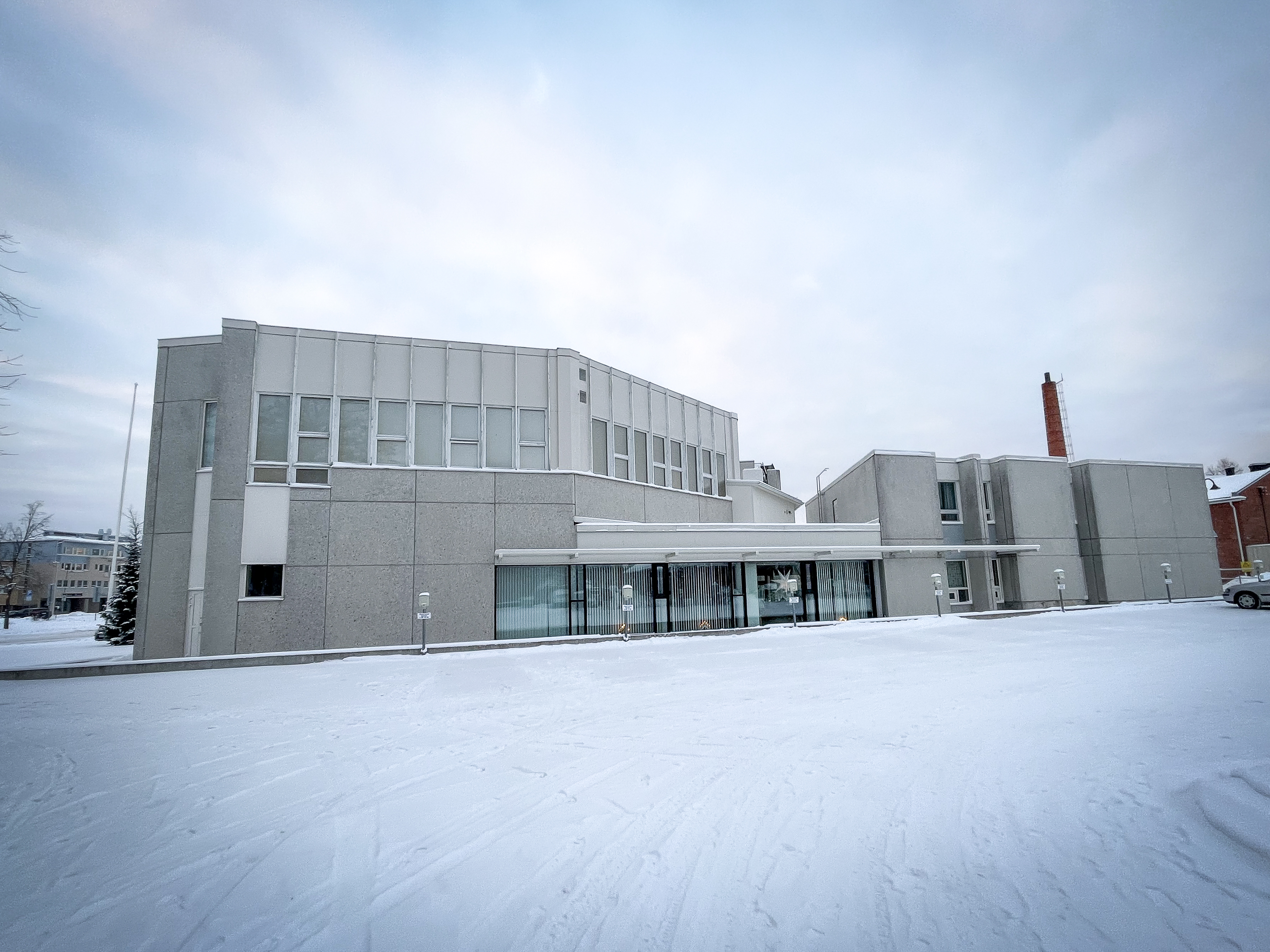
Pingstförsamling Elim Jakobstad finns i Jakobstads centrum.

År 2023 tillhörde 62,2 % av befolkningen den evangelisk-lutherska kyrkan. Andra religioner stod för 3,1 % av befolkningen. 34,7 % av befolkningen var icke-religiösa. Den evangelisk-lutherska kyrkan i Jakobstad har en finska och en svenska församling, som hör till Pedersörenejdens kyrkliga samfällighet. Jakobstads församling, liksom den omgivande landsbygden, är en del av ett starkt stödområde för den svenskspråkiga læstadianska rörelsen (LFF). Jakobstad har också ett måttligt stöd för den Kyrkans Ungdom och evangeliska väckelserörelsen.
Jakobstad är en viktig stad för många frikyrkor. Staden är särskilt aktiv inom frikyrkorörelsen, pingströrelsen och Frälsningsarmén. Baptistkyrkan i Jakobstad grundades 1870 och har fungerat som moderkyrka för många baptistförsamlingar i närområdet. Till de frikyrkliga församlingarna hör Ebeneserkyrkan i Jakobstad, som grundades 1892, och finskspråkiga Pietarsaaren vapaaseurakunta. Här finns också Jakobstads metodistförsamling, grundad 1904, och Jakobstads Adventkyrka, grundad 1929.
Inom pingströrelsen är staden hemvist för Elimförsamlingen, grundad 1923, och den finsktalande Saalemförsamlingen, grundad 1934.

## Kultur

### Evenemang
RUSK är en musikfestival som årligen arrangeras i Jakobstad där kammarmusik kombineras med olika konstformer. Huvudsaklig samlingsplats är Schaumansalen som finns i stadens absoluta centrum men evenemangen söker sig också vidare ut i den omkringliggande närmiljön.
Festivalen grundades år 2013 av klarinettisten Christoffer Sundqvist och tonsättaren Sebastian Fagerlund som båda fungerar som festivalens konstnärliga ledare. Under en veckas tid bjuder man på konserter där finländska och utländska musiker presenterar både klassiska och mer sällsynta eller nykomponerade kammarmusikverk. Festivalen inbjuder årligen en internationellt erkänd tonsättare. År 2013 var Sebastian Fagerlund årets tonsättare och år 2014 Daníel Bjarnason.
Även den veckolånga stadsfestivalen Jakobs dagar ordnas varje sommar, vilken årligen lockar 10 000-tals besökare till staden. De mest populära evenemangen är Gammaldagstorget samt olika musikevenemang.
Föreningen Jakobstads Citygrupp r.f. står för en hel del evenemang i staden, exempelvis Spotilight – Kulturen & Handelns natt, kvällstorg på sommaren, Föreningarnas dag, Julöppning, Trafikdag, Sommar- och terrassäsongens öppning samt arrangerar vår- och höstmarknaderna. I staden finns också den finlandssvenska teaterföreningen Teater Jacob som har satt upp teaterpjäser och revyer sedan 1957.

### Sevärdheter
Till sevärdheterna i Jakobstad räknas bland annat Skolparken, som är en botanisk trädgård och park mitt i stadskärnan med ett stort antal växter. Skolparken byggdes för att hedra Victor och Elise Schauman. 1700-talets nyttoträdgård Aspegrens trädgård vid Rosenlunds prästgård. Bredvid Skolparken ligger Skata, även kallad Norrmalm eller Amerikastan, som tillsammans med några stenhus är den enda delen av Jakobstad som finns bevarad sedan hela staden brann på mitten av 1800-talet. Skata är byggd som arbetar- och sjömansstadsdel. Det är ett trähusområde med smala gator. Gamla hamn är ett friluftsområde med bryggor för fritidsbåtar och gamla båtskjul c. en kilometer från centrum. Fin motionsstig med gymredskap finns i Kittholmsskogen som troligen är Finlands äldsta skyddade skog. Vid Skeppsgården finns krigsskadeståndsskonaren Vega o replikan Jakobstad Wapen. Där finns även en badstrand och en vattenpark kallad Old Harbour. Fäboda finns cirka åtta kilometer väster från Jakobstads centrum. Det är ett område vid kusten där det finns sandstränder och en husvagnspark (stadens campingplats heter Svanen och ligger norr om stadskärnan). En annan betydande sevärdhet är det arktiska museet Nanoq, som också finns i fäbodaområdet.
På Alholmen finns Cikoriamuseet i Jakobstads Cikoriafabriks tidigare lokaler.

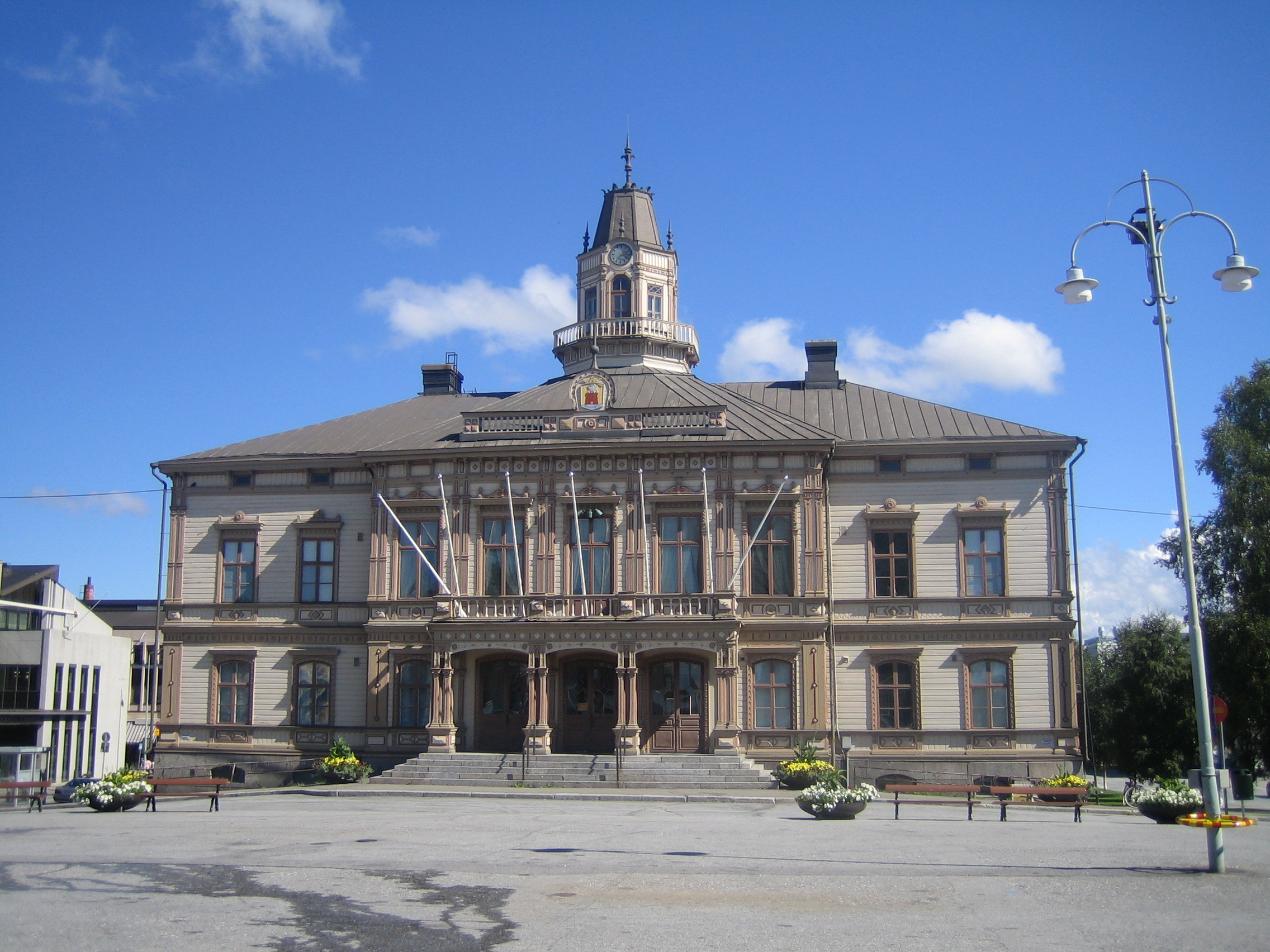
Jakobstads rådhus
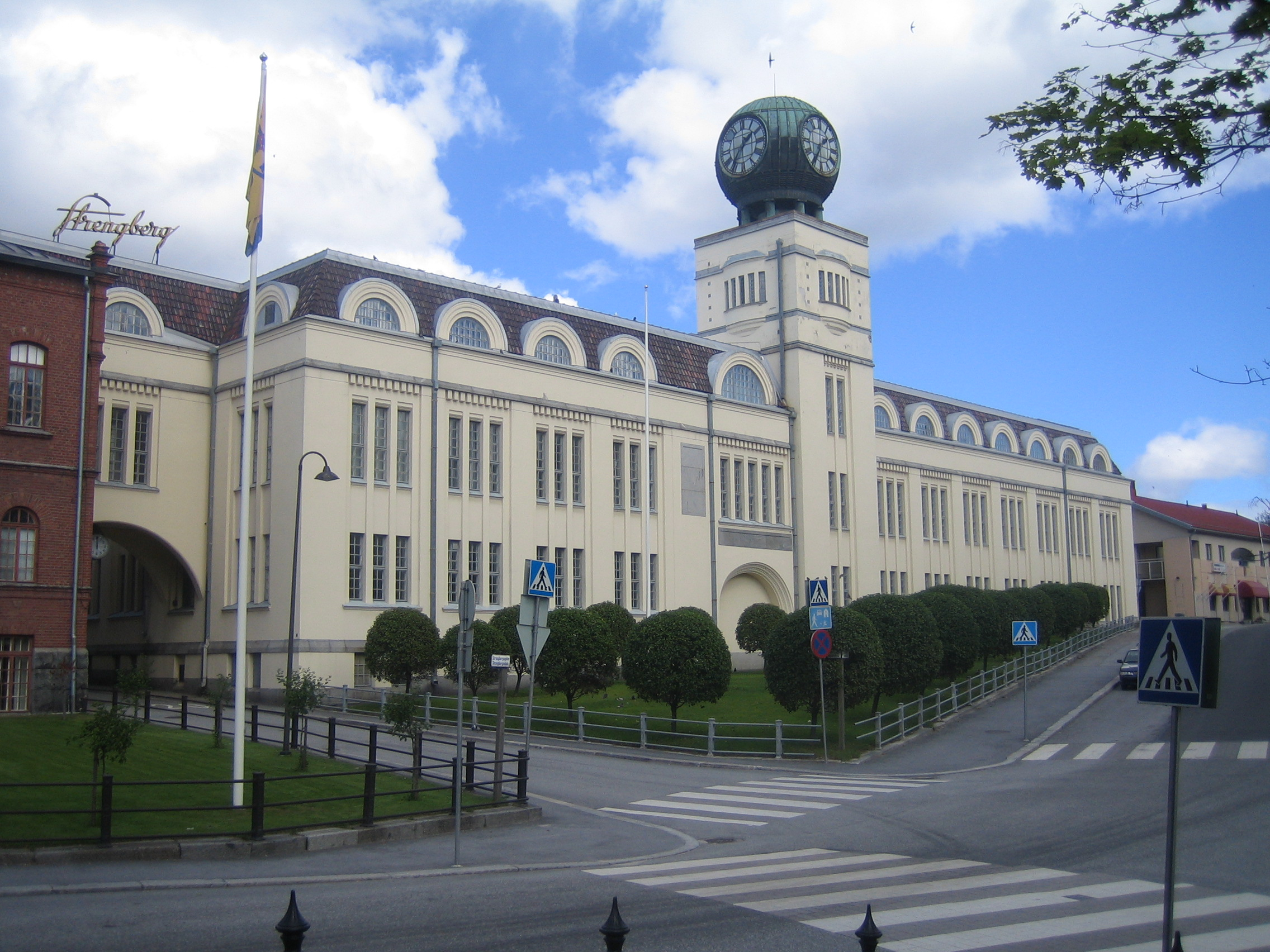
Strengbergs tobaksfabrik
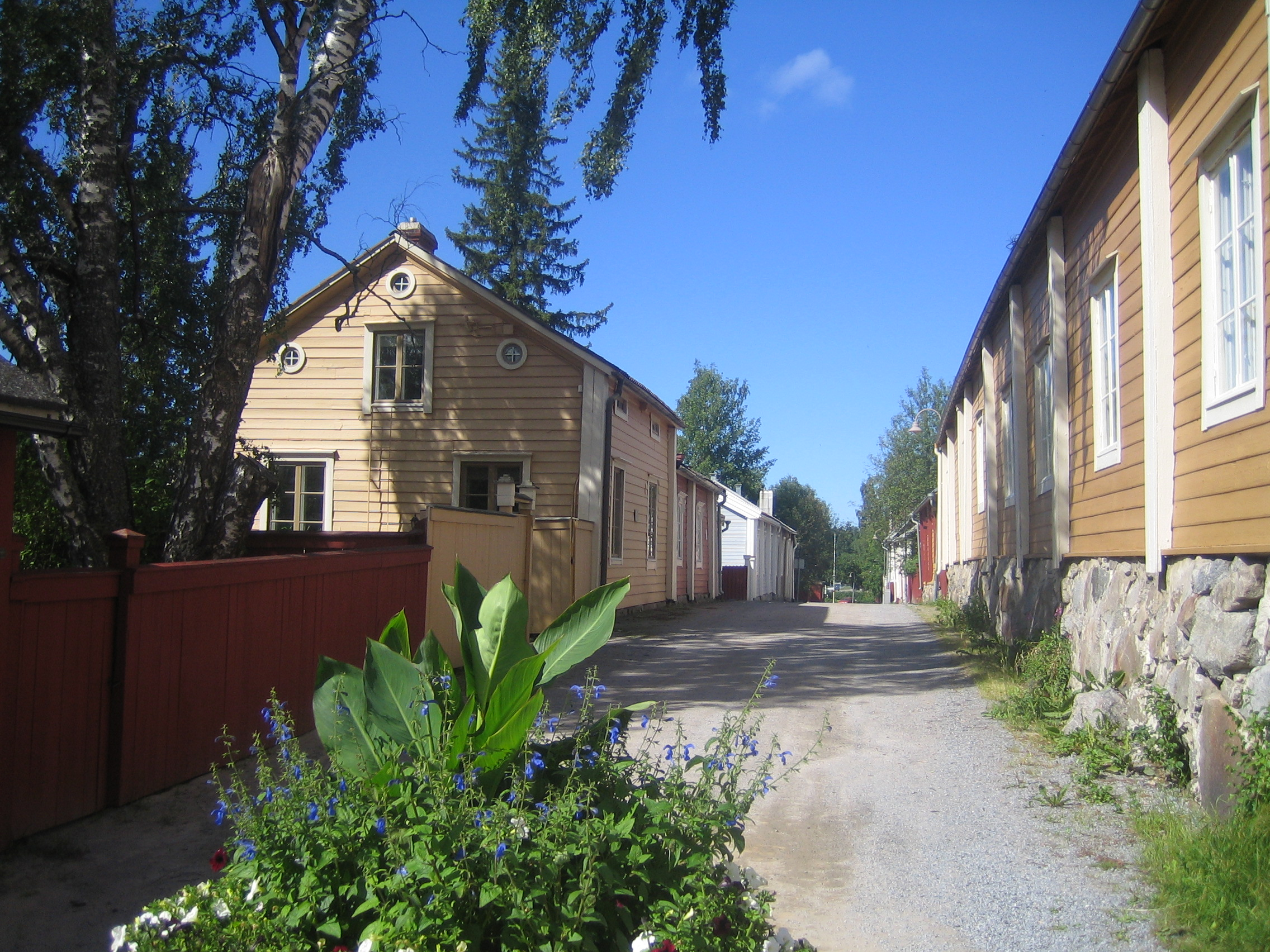
Vy från Skata stadsdel

### Idrott
Staden är framför allt känd för goda framgångar i fotboll. Den ledande fotbollsföreningen på den manliga sidan är FF Jaro, som spelade i Tipsligan 14 säsonger i rad (2002–2015). Andra fotbollsföreningar i staden är bland annat Jakobstads BK, grundad under Fortsättningskriget av bastubadande soldater hemmahörande ifrån Jakobstad, IFK Jakobstad samt Pietarsaaren Into. FC United (före detta FF Jaros damlag) var framgångsrikt särskilt i början på 2000-talet, när klubben vann såväl Damligan (2002 och 2004) som damernas Finlands cup (2001, 2004 och 2005).
Andra idrottsföreningar i staden är bland annat ishockeylaget Jeppis Hockey, IF Brahe med skidåkning och orientering på programmet samt friidrottsföreningen IF Drott. Jakobstads simmare, JS-PU har även haft framstående medlemmar under åren. Redskapsgymnastik är även stort i staden, och i föreningarna Fitness idrottsförening och IF Drott hittar vi ett flertal gymnaster. 

## Utbildning

### Grundläggande utbildning
I Jakobstad finns både svenskspråkiga och finskspråkiga skolor inom den grundläggande utbildningen. 
- Svenskspråkiga skolor:
  - Bonäs-Vestersundsby skola, Kyrkostrands skola, Lagmans skola, Språkbadsskolan, Oxhamns skola (för årskurs 6-9)
- Finskspråkiga skolor:
  - Itälän koulu, Kielikylpykoulu, Länsinummen koulu, Etelänummen koulu (för årskurs 6-9)

### Utbildning på andra och tredje stadiet[23][24]
- Optima - yrkesutbildning och fortbildning
- Yrkeshögskolan Centria
- Yrkeshögskolan Novia
- Yrkesakademin i Österbotten - yrkesutbildning och fortbildning
- Jakobstads gymnasium och Pietarsaaren lukio

### Stadsvapnet
Jakobstads stadsvapen har fått sitt utseende från Jakob De la Gardies släktvapen. Det nuvarande vapnet är ritat av heraldikern Gustaf von Numers.

### Kända Jakobstadsbor
- Axel Schauman, företagsledare.
- Victor Schauman, apotekare och industriman.
- Wilhelm Schauman, var en av de främsta industrialisterna i Jakobstad i början på 1900-talet.
- Ossian Schauman, Samfundet Folkhälsans grundare var född och tillbringade sin barndom i Jakobstad.
- Peter Malm, var vid sin tid den största skeppsredaren i Finland. Hans bark Hercules genomförde mellan 1844 och 1847 under befäl av kapten Petter Gustaf Idman den första finländska världsomseglingen.[25] (se även den engelskspråkiga artikeln Peter Malm).
- Otto Malm, son till Peter Malm, var en av de största handelsmännen och skeppsredarna i Finland samt vid sin död 1898 Finlands rikaste man.
- Philip Ulric Strengberg, var den drivande kraften och majoritetsägaren bakom Strengbergs tobaksfabrik, vilken blev den första finländska firman att öppna filialer i Sverige, Norge och Danmark (se även den engelskspråkiga artikeln Ph. U. Strengberg).
- Johan Ludvig Runeberg, Finlands nationalskald, föddes och tillbringade sin barndom i Jakobstad.
- Axel Sundqvist var chefssnickare (WO) som tjänstgjorde i USA:s flotta och fick en hedersmedalj för mod under spansk-amerikanska kriget.
- Henrik Jansson, författare.
- Roman Eremenko, fotbollsspelare.
- Simon Skrabb, fotbollsspelare.
- Sara Maria Forsberg, artist och youtubare.
- Viktor Sund, skald som bland annat skrev texten till "Där björkarna susa".
- Pekka Koskenkylä, båtbyggare och grundare av Nautor, som bygger de över hela världen kända Swan-segelbåtarna.
- Lars Sund, författare, skriftställare och ornitolog.
- Ellen Strömberg, författare av barn- och ungdomsböcker
- Wava Stürmer, feminist, en av de första i Finland, och författare.